# Diplectrona ripollensis
Diplectrona ripollensis är en nattsländeart som beskrevs av Wolfgang Tobias 1972. Diplectrona ripollensis ingår i släktet Diplectrona och familjen ryssjenattsländor. Inga underarter finns listade i Catalogue of Life.